# La Perrière (Savoia)
La Perrière és un municipi francès situat al departament de la Savoia i a la regió d'Alvèrnia-Roine-Alps. L'any 2007 tenia 432 habitants.

## Demografia

### Població
El 2007 la població de fet de La Perrière era de 432 persones. Hi havia 200 famílies de les quals 84 eren unipersonals (64 homes vivint sols i 20 dones vivint soles), 60 parelles sense fills, 40 parelles amb fills i 16 famílies monoparentals amb fills.
La població ha evolucionat segons el següent gràfic:
Habitants censats

### Habitatges
El 2007 hi havia 976 habitatges, 208 eren l'habitatge principal de la família, 753 eren segones residències i 15 estaven desocupats. 384 eren cases i 585 eren apartaments. Dels 208 habitatges principals, 133 estaven ocupats pels seus propietaris, 69 estaven llogats i ocupats pels llogaters i 6 estaven cedits a títol gratuït; 6 tenien una cambra, 37 en tenien dues, 48 en tenien tres, 54 en tenien quatre i 63 en tenien cinc o més. 155 habitatges disposaven pel capbaix d'una plaça de pàrquing. A 130 habitatges hi havia un automòbil i a 62 n'hi havia dos o més.

### Piràmide de població
La piràmide de població per edats i sexe el 2009 era:
| Homes | Edats   | Dones |
| ----- | ------- | ----- |
| 0     | 95 o +  | 0     |
| 0     | 90 a 94 | 0     |
| 0     | 85 a 89 | 4     |
| 0     | 80 a 84 | 12    |
| 4     | 75 a 79 | 0     |
| 12    | 70 a 74 | 12    |
| 4     | 65 a 69 | 20    |
| 8     | 60 a 64 | 4     |
| 0     | 55 a 59 | 4     |
| 12    | 50 a 54 | 4     |
| 16    | 45 a 49 | 12    |
| 24    | 40 a 44 | 8     |
| 16    | 35 a 39 | 12    |
| 12    | 30 a 34 | 16    |
| 32    | 25 a 29 | 24    |
| 4     | 20 a 24 | 12    |
| 20    | 15 a 19 | 4     |
| 4     | 10 a 14 | 12    |
| 8     | 5 a 9   | 16    |
| 4     | 0 a 4   | 8     |

## Economia
El 2007 la població en edat de treballar era de 282 persones, 227 eren actives i 55 eren inactives. De les 227 persones actives 225 estaven ocupades (123 homes i 102 dones) i 2 estaven aturades (2 dones i 2 dones). De les 55 persones inactives 17 estaven jubilades, 14 estaven estudiant i 24 estaven classificades com a «altres inactius».

### Ingressos
El 2009 a La Perrière hi havia 207 unitats fiscals que integraven 432 persones, la mediana anual d'ingressos fiscals per persona era de 16.875 €.

### Activitats econòmiques
Dels 148 establiments que hi havia el 2007, 3 eren d'empreses alimentàries, 13 d'empreses de construcció, 6 d'empreses de comerç i reparació d'automòbils, 7 d'empreses de transport, 71 d'empreses d'hostatgeria i restauració, 1 d'una empresa d'informació i comunicació, 2 d'empreses financeres, 16 d'empreses immobiliàries, 7 d'empreses de serveis, 15 d'entitats de l'administració pública i 7 d'empreses classificades com a «altres activitats de serveis».
Dels 23 establiments de servei als particulars que hi havia el 2009, 4 eren paletes, 1 guixaire pintor, 3 fusteries, 3 lampisteries, 1 electricista, 9 restaurants i 2 agències immobiliàries.
Dels 4 establiments comercials que hi havia el 2009, 1 era una botiga de més de 120 m², 1 una fleca i 2 botigues de material esportiu.

## Equipaments sanitaris i escolars
El 2009 hi havia una escola elemental integrada dins d'un grup escolar amb les comunes properes formant una escola dispersa.

## Poblacions més properes
El següent diagrama mostra les poblacions més properes.